# Elacatis antennalis
Elacatis antennalis is een keversoort uit de familie platsnuitkevers (Salpingidae). De wetenschappelijke naam van de soort werd in 1888 gepubliceerd door George Charles Champion.